# Traction électropneumatique

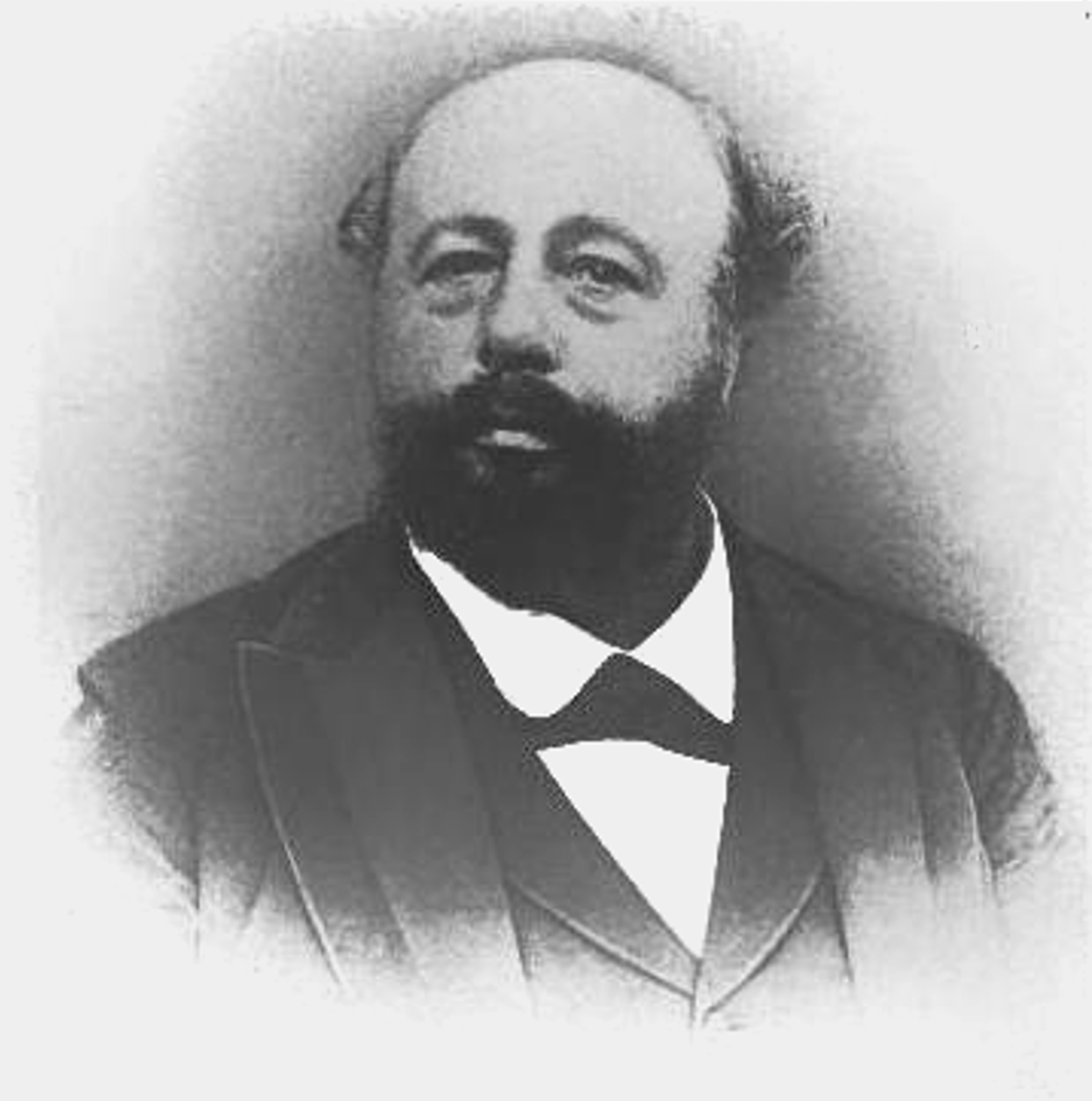
Albert Peschard

C'est le Dr Albert Peschard (1836-1903) qui inventa la traction électropneumatique[Quoi ?], avec l'aide de Charles Barker (lui-même inventeur du célèbre levier pneumatique utilisé par Cavaillé-Coll). Cependant ce système, installé pour la première fois dans un orgue en 1866, ne donna pas entière satisfaction, notamment en ce qui concerne l'attaque et la répétition.
Robert Hope-Jones tenta d'améliorer le système en minimisant l'inertie des parties en mouvement au minimum et en réduisant le courant utilisé, mais alors le mécanisme devint trop sensible. Il y apporta par la suite de nombreuses transformations.